# اوپالینیک
اوپالینیک (به صربی: Opaljenik) یک روستا در صربستان است که در ایوانئیتسا واقع شده‌است.
 اوپالینیک ۲۰٫۴۲ کیلومتر مربع مساحت و ۲۱۹ نفر جمعیت دارد و ۷۱۸ متر بالاتر از سطح دریا واقع شده‌است.